# Eupalamus melacneme
Eupalamus melacneme är en stekelart som beskrevs av Heinrich 1961. Eupalamus melacneme ingår i släktet Eupalamus och familjen brokparasitsteklar. Inga underarter finns listade i Catalogue of Life.